# Eppertshausen
Eppertshausen er by som ligger i nærheden af Darmstadt i den tyske delstat Hessen. Den har partnerbyerne:
- Chaource, Frankrig
- Codigoro, Italien

## Komunalvalg 2011
| Parti | Procent |
| ----- | ------- |
| CDU   | 59,7    |
| SPD   | 37,6    |
| FDP   | 2,7     |